# Miro (rey)
Miro o Mirón (¿?-583) fue un rey de los suevos de la Gallaecia (570-583), que sucedió a su padre Teodomiro.

## Biografía
Durante su reinado convocó el segundo concilio de Braga (572). Ese mismo año atacó a astures y cántabros en tierras que en otros tiempos habían pertenecido a la provincia Gallaecia. Esta campaña fue usada por el rey visigodo Leovigildo como pretexto para comenzar una guerra entre ambos reinos entre 572 y 574. Leovigildo, tras reunir un ejército atacó los asentamientos suevos en el valle del Duero, expulsándolos al norte del río y fundó Villa Gothorum (actual Toro). Tras eso los visigodos atacaron y vencieron a los cántabros. La dominación de Toro y Astorga le abrió las puertas a la invasión del reino suevo, que llevó a cabo en 575. Tras perder Orense y todo el sureste y verse atacado en Oporto y Braga, Mirón pactó la paz con Leovigildo a cambio de someterse a él, pero, cuando Hermenegildo (hijo católico de Leovigildo) se rebeló contra el arrianismo de su padre, Mirón (también católico) le apoyó. En 583 atacó Sevilla pero supo que Hermenegildo estaba prisionero y su rebelión abortada, lo que le obligó a pactar nuevamente la paz poco antes de morir. 
En el año 582 Leovigildo emprendió la campaña contra los rebeldes de su hijo Hermenegildo tomando Mérida, y a continuación asedió Sevilla, donde encontró la muerte el rey suevo Mirón (no está claro si luchaba a favor del rebelde o de Leovigildo, pues Juan de Biclaro e Isidoro de Sevilla dicen que apoyaba a Leovigildo mientras Gregorio de Tours afirma lo contrario).
Le sucedió su hijo Eborico. También dejó una viuda, Sisegu(n)tia, que se casó con Andeca o Audeca, para así legitimar su ascenso al poder regio ya que este depuso a Eborico y tomó el gobierno de in Gallaccia Suevorum regnum. Seguidamente Leovigildo intervino bruscamente arrasando, según Juan de Bíclaro, toda Gallaecia y deponiendo al usurpador Andeca, a quien obligó a tonsurarse y convertirse en un simple presbítero. Sin embargo no repuso en el trono a Eborico, que había sido obligado por Andeca a recluirse en un monasterio para apartarlo definitivamente del trono, a pesar de ser, presumiblemente, proclive al poder visigodo. Las tropas invasoras, por el contrario, se apropiaron del tesoro regio y sometieron violentamente a la «gente y patria de los suevos» (Suevorum gens et patria), transformando su reino en una nueva provincia goda. La fortaleza que el poder visigodo fue adquiriendo a lo largo del reinado de Leovigildo desembocó en una decidida política expansionista, manifestada en el año 585 con la definitiva conquista del reino suevo.